# Twila Paris
Twila Paris Wright est une chanteuse, pianiste et compositrice américaine de musique chrétienne née le 28 décembre 1958 à Fort Worth, Texas.

## Discographie
- Little Twila Paris (1965)
- Knowin' You're Around (1980)
- Keepin' My Eyes On You (1982)
- The Warrior Is A Child (1984)
- Kingdom Seekers (1985)
- Same Girl (1987)
- For Every Heart (1988)
- It's The Thought (1989)
- Cry For The Desert (1990)
- Sanctuary (1991)
- A Heart That Knows You (1992)
- Beyond A Dream (1993)
- The Time Is Now (1995)
- The Early Years (1996)
- Where I Stand (1996)
- Perennial: Songs For The Seasons Of Life (1998)
- True North (1999)
- Signature Songs (2000)
- Bedtime Prayers (2001)
- Greatest Hits: Time & Again (2001)
- House of Worship (2003)
- 8 Great Hits (2004)
- Simply (2005)
- He Is Exalted: Live Worship (2005)
- Ultimate Collection (2006)
- Looking Up (2006)
- Small Sacrifice (2007)